# Montalto di Castro (stacja kolejowa)
Montalto di Castro (wł. Stazione di Montalto di Castro) – stacja kolejowa w Montalto di Castro, w prowincji Viterbo, w regionie Lacjum, we Włoszech. Znajduje się na linii Piza – Rzym. 
Według klasyfikacji RFI ma kategorię brązową.

## Połączenia
Stacja jest obsługiwana przez pociągi regionalne w kierunku Grosseto, Roma Termini i Pizy.

## Linie kolejowe
- Piza – Rzym